# Piia-Noora Kauppi

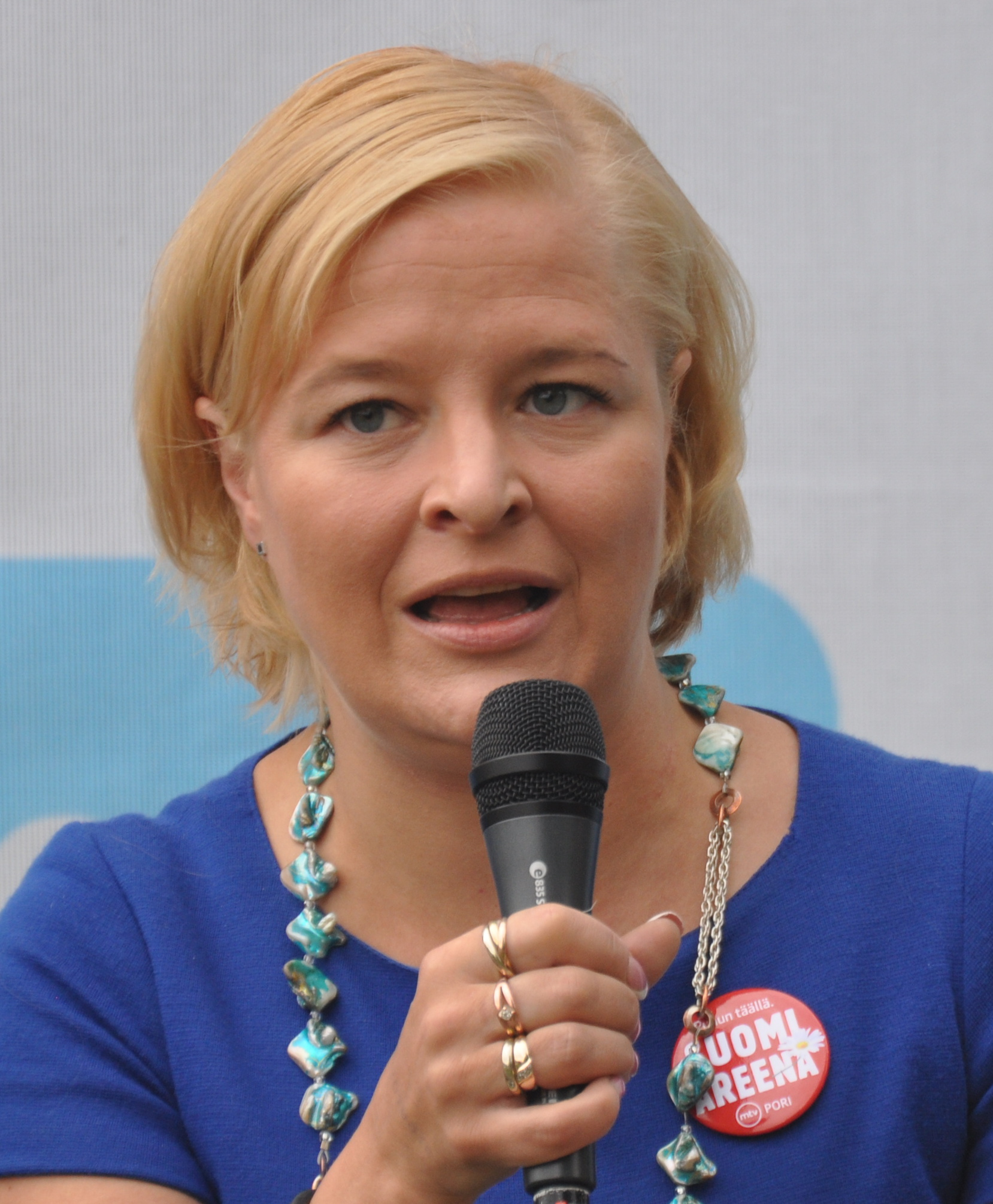
Piia-Noora Kauppi (2015)

Piia-Noora Kauppi (* 7. Januar 1975 in Oulu, Finnland) ist eine finnische Politikerin und war 1999–2008 Mitglied des Europäischen Parlaments für die Nationale Sammlungspartei, als Teil der Europäischen Volkspartei.
1994 bis 1996 als Büroleiterin des Demokratischen Jugendverbands Europas aktiv, machte Kauppi 1997 ihr Staatsexamen in Rechtswissenschaften und war anschließend bis 1999 als Beraterin für Gesetzgebungsangelegenheiten tätig. 1997 bis 1998 war sie Stellvertretende Vorsitzende des Jugendverbands ihrer Partei. 1997 bis 2000 war Kauppi Mitglied der Stadtverordnetenversammlung Oulu, 1998 und 1999 sogar Mitglied der Stadtregierung.
1999 wurde sie das erste Mal in das Europäische Parlament gewählt. Innerhalb der Nationalen Sammlungspartei ist sie seit 2000 Stellvertretendes Mitglied des Parteivorstands und seit 2004 Stellvertretende Vorsitzende des Frauenbundes der Partei. In der Regionalregierung von Nordösterbotten ist sie seit 2001 als Mitglied vertreten. 2004 gelang Kauppi der Wiedereinzug in das Europäische Parlament. Dort gehört sie der Fraktion der Europäischen Volkspartei und europäischer Demokraten an und ist Mitglied des Vorstands derselben. Am 1. Januar 2009 wechselte sie in den Vorstand der Federation of Finnish Financial Services, einer Lobby-Gruppe von Versicherern und Banken.
Bei den "Worst EU-Lobbying Awards" wurde ihr im Jahr 2008 der Preis für den "Worst Conflict of Interest" zugesprochen. Nach Einschätzung der Verleiher hat sie ihren Einfluss als EU-Parlamentarierin missbraucht, um Interessen ihres zukünftigen Arbeitgebers, einer Lobby-Gruppe im Bankensektor, zu vertreten. Sie trug im Jahr 2005 wesentlich dazu bei, EU-Geldwäsche-Gesetze zu verwässern. Auch in anderen den Banken-Sektor betreffenden Bereichen setzte sie ihren Einfluss für eine Laissez-faire-Politik ein.

## Posten als MdEP
- Mitglied im Ausschuss für Wirtschaft und Währung (seit 1999)
- Mitglied im Rechtsausschuss (seit 2004)
- Mitglied im Ausschuss für die Rechte der Frau und die Gleichstellung der Geschlechter (seit 2004)
- Mitglied in der Delegation für die Beziehungen zu der Volksrepublik China
- Mitglied im Konvents zur Zukunft Europas (2002–2003)
- Stellvertreterin in der Delegation im Gemischten Parlamentarischen Ausschuss EU-Türkei
- Vorsitzende der finnischen Delegation in der EVP-DE-Fraktion (seit 2004)